# 阿爾斯騰島
阿爾斯騰島是挪威的島嶼，位於該國西北部，由諾爾蘭郡負責管轄，長30公里、寬8公里，面積153平方公里，最高點海拔高度1,072米，人口6,399。